# Bashone
 (mai 2020).
Bashone est un prénom féminin dérivé du prénom Basha et du prénom Shawn. 
Le nom Bashone, appartient à la première histoire[pas clair] de la Grande-Bretagne sous le siège familial[pas clair] de l'Antiquité. Il apparaît pour la première fois à Norfolk dans les alentours des colonies de Barsham, un village dans le comté du Suffolk en Angleterre[réf. nécessaire].

## Étymologie
Le prénom Bashone vient de Basha, un prénom féminin d'origine hébreu qui signifie « fille d'une promesse ». Le prénom masculin Bacha est d'origine turque, provenant de Bâdishâh qui signifie « Sultan ». 
Shona est un prénom féminin anglo-saxonne, dérivé du prénom Jeanne et du prénom masculin, Shawn. 